# Chiesa di San Nicola da Tolentino (Genova)
La chiesa di San Nicola da Tolentino è un edificio religioso di Genova in salita della Madonnetta, sul percorso per il santuario della Madonnetta, e la sua comunità parrocchiale fa parte del Vicariato di Castelletto dell'arcidiocesi di Genova.

## Storia e descrizione
La chiesa di San Nicola da Tolentino fu costruita tra il 1597 e il 1601 dai padri Agostiniani Scalzi. Progettata da Andrea Ceresola, detto Vannone, fu realizzata da Cipriano Bianco, padre dell'allora giovanissimo Bartolomeo, il quale ebbe forse una piccola parte nella realizzazione del dormitorio dei frati.
L'edificio religioso venne radicalmente modificato nel corso dei secoli dai molteplici interventi succedutisi: l'ultimo nel 1908, col restauro dell'interno e della facciata. Infine il 7 novembre 1942, durante un terribile bombardamento, fu in gran parte distrutto (anche il convento subì gravi danni). La chiesa fu ricostruita fra il 1945 e il 1950, e ancora ampliata fra il 1964 e il 1970; dopo la costruzione della nuova facciata (1976-1977), venne definitivamente consacrata dal cardinale Giuseppe Siri il 7 giugno 1980.
Di non vaste proporzioni, ha un'unica navata voltata a botte, con decorazioni a stucco di gusto rococò e ampie cappelle laterali ricche di marmi. Tra le opere d'arte conservate: un affresco di Lazzaro Tavarone sulla controfacciata; San Nicolò con la Madonna e le anime purganti, gruppo ligneo di Pasquale Navone; Madonna del parto, statua attribuita a Tommaso Orsolino; I profanatori del Tempio e Le nozze di Cana, dipinti di Giovanni Battista Paggi; una statua della Madonna della Misericordia, di Taddeo Carlone; la Madonna della Consolazione, dipinta da Bartolomeo Guidobono. Di fianco al presbiterio si trovano bei portali di marmo intarsiati (1656) e un Martirio di San Lorenzo, tavola di ignoto pittore del XVI secolo.
Nel tempio sono sepolti lo scultore Nicolò Stefano Traverso e Giacomo Mazzini, padre di Giuseppe, inoltre Nicolò Maria Serafino (Bastia 26 ottobre 1755 – Genova 2 febbraio 1836) - 1773 - con il fratello Marcello è Cadetto nel Reggimento Desser - 1797 – Capitano del IV Battaglione - 1807 – Rettore dell’Albergo dei Poveri (Istituto Brignole) - Ferdinando Alessandro (1779 – 1841), decorato dell’Ordine Militare di Savoia di IV classe, (settembre 1816) in cambio di quello di Cavaliere della Legion d’Onore ricevuto per i servizi prestati nel Reggimento francese.

## Galleria d'immagini

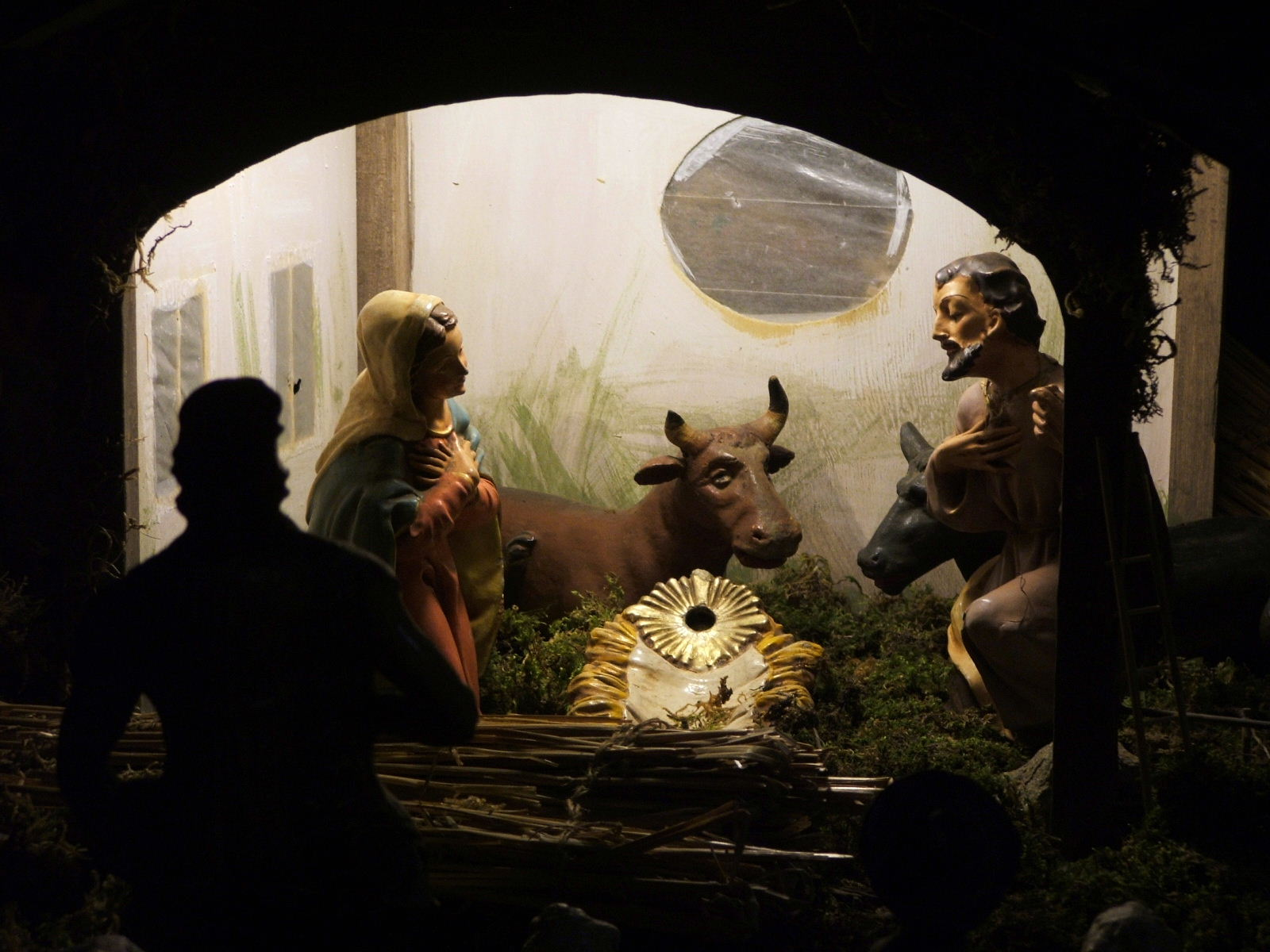
Presepe genovese all'interno della chiesa
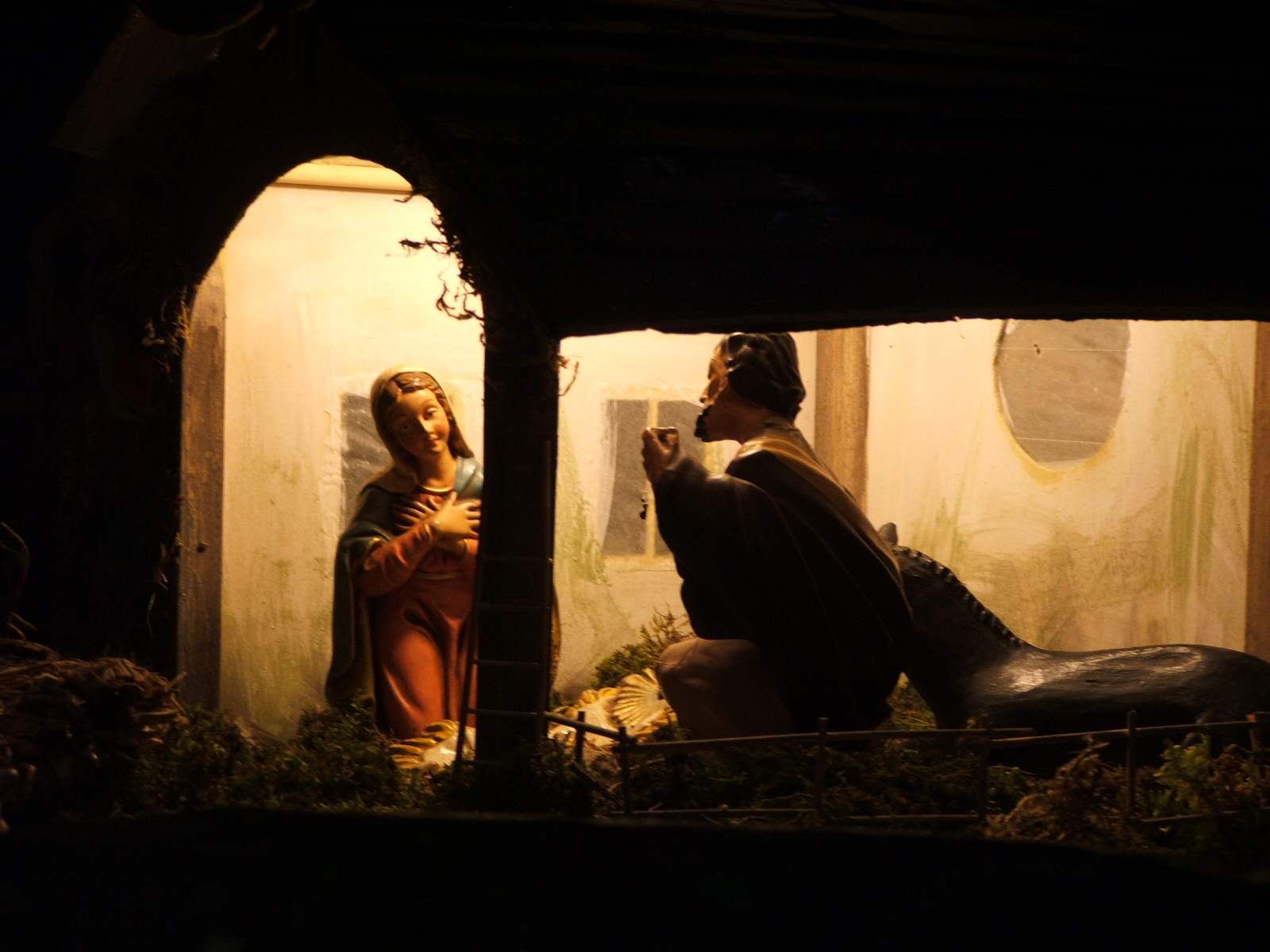
Presepe genovese all'interno della chiesa